# Caldera de Noranda
Caldera de Noranda es un conocido gran complejo de caldera subacuática Arcaica, en el Complejo del Megacaldera de la caldera Blake, en la provincia de Quebec, al este de Canadá. La caldera contiene una sucesión de rocas volcánicas de 7 a 9 km de espesor que fueron emitidas durante al menos cinco series principales de actividad volcánica.
El impacto metalogénico de la Caldera de Noranda es bien conocido, pero la importancia de la Caldera del Nuevo senador, y la Caldera Misema aún debe ser evaluado.